# Elezioni generali in Tanzania del 2015
Le elezioni generali in Tanzania del 2015 si tennero il 25 ottobre per l'elezione del Presidente e il rinnovo del Parlamento.

## Risultati

### Elezioni presidenziali
| John Magufuli             | Chama Cha Mapinduzi                                 | 8 882 935  | 58,46 |  |  |  |  |  |
| Edward Lowassa            | Partito della Democrazia e dello Sviluppo           | 6 072 848  | 39,97 |  |  |  |  |  |
| Anna Elisha Mghwira       | Alleanza per il Cambiamento e la Trasparenza        | 98 763     | 0,65  |  |  |  |  |  |
| Lutalosa Yembe            | Alleanza per il Cambiamento Democratico             | 66 049     | 0,43  |  |  |  |  |  |
| Hashim Spunda Rungwe      | Partito della Riforma e della Costruzione Nazionale | 49 256     | 0,32  |  |  |  |  |  |
| Machmillan Elifatio Lyimo | Partito Laburista di Tanzania                       | 8 198      | 0,05  |  |  |  |  |  |
| Janken Malik Kasambala    | Alleanza della Ricostruzione Nazionale              | 8 028      | 0,05  |  |  |  |  |  |
| Yahmi Nassoro Dovutwa     | Partito Democratico del Popolo Unito                | 7 785      | 0,05  |  |  |  |  |  |
| Totale                    | Totale                                              | 15 193 862 | 100   |  |  |  |  |  |
|                           |                                                     |            |       |  |  |  |  |  |
| Voti non validi           | Voti non validi                                     | 402 248    | 2,58  |  |  |  |  |  |
| Votanti                   | Votanti                                             | 15 596 110 | 67,34 |  |  |  |  |  |
| Elettori                  | Elettori                                            | 23 161 440 |       |  |  |  |  |  |

### Elezioni parlamentari
| Liste                                               | Voti       | %     | Seggi |
| --------------------------------------------------- | ---------- | ----- | ----- |
| Chama Cha Mapinduzi                                 | 8 166 203  | 55,06 | 260   |
| Partito della Democrazia e dello Sviluppo           | 4 732 782  | 31,91 | 73    |
| Fronte Unito Civico                                 | 1 252 526  | 8,44  | 42    |
| Alleanza per il Cambiamento e la Trasparenza        | 324 317    | 2,19  | 1     |
| Partito della Riforma e della Costruzione Nazionale | 183 952    | 1,24  | 1     |
| Chama cha Ukombozi wa Umma                          | 23 058     | 0,16  | –     |
| Partito Democratico                                 | 14 471     | 0,10  | –     |
| Partito Democratico Unito                           | 13 757     | 0,09  | –     |
| Partito Laburista di Tanzania                       | 13 117     | 0,09  | –     |
| ADA-TADEA                                           | 12 979     | 0,09  | –     |
| Alleanza per il Cambiamento Democratico             | 12 604     | 0,08  | –     |
| Chama cha Haki na Ustawi                            | 8 217      | 0,06  | –     |
| Chama Cha Wakulima                                  | 7 504      | 0,05  | –     |
| Altri <0,05%                                        | 21 364     | 0,14  | –     |
| Membri designati                                    | –          | –     | 16    |
| Totale                                              | 14 831 851 | 100   | 393   |